# Charlotte Badger
Charlotte Badger (1778 hasta después de 1843) fue una ex convicta que estuvo a bordo del Venus durante un motín en la isla de Tasmania en 1806. Llevada a Nueva Zelanda, fue rescatada por el Capitán Turnbull del Indispensible y finalmente regresó a Sydney. En los siglos intermedios, varios escritores contribuyeron a la ficción de que ella asumió un papel activo en el motín y se la conoció, erróneamente, como la primera mujer pirata de Australia.

## Primeros años de vida
Badger nació en Bromsgrove, Inglaterra, en 1778, hija de Thomas y Ann Badger. Fue bautizada el 31 de julio de 1778. En junio de 1796, fue condenada en Worcester Assizes por irrumpir en una casa y robar cuatro guineas y media corona de la reina Ana. Fue un delito capital, pero Badger luego fue indultado y sentenciado a ser transportado a Nueva Gales del Sur durante siete años. Pasó cuatro años de su sentencia en prisión en Inglaterra antes de abordadar en un barco.

## Motín
Badger llegó al Earl Cornwallis en 1801. En agosto de 1803 había cumplido su condena y era una mujer libre dentro de la nueva colonia. En abril de 1806, Badger tuvo un hijo pequeño. Ese mes, viajó con su hijo a bordo del Venus a la Tierra de Van Diemen, antiguo nombre que se le daba a la isla de Tasmania. Había otra mujer en el barco, Catharine Hegarty, que compartía las habitaciones con el primer oficial, Benjamin Burnet Kelly.
El Venus era un barco fletado por el gobierno colonial para transportar suministros de carne de cerdo salada y otros alimentos a Port Dalrymple en la Tierra de Van Diemen. El Venus llegó al puerto del río Tamar el 16 de junio, en la costa norte de Tasmania. Poco después de arribar, mientras el capitán Samuel Chace se encontraba fuera del barco entregando algunos documentos, el primer oficial Kelly, el piloto de la embarcación David Evans y un cabo del ejército de nombre Richard Thompson, se sublevaron y tomaron el control de la nave, zarpando nuevamente hacia alta mar.
El 20 de julio de 1806, un aviso público en el Sydney Gazette proporcionó información errónea al describir a las dos mujeres, Badger y Hegarty, como convictas, cuando en realidad ya habían sido emancipadas. Además, se insinuó que estaban involucradas en el amotinamiento. Charlotte Badger fue erróneamente descrita como "una convicta, muy corpulenta, de rostro carnoso, labios gruesos y cabello claro, y tiene un niño pequeño". Es importante destacar que esta descripción fue inexacta, ya que ambas mujeres ya habían obtenido su libertad..
Los marineros amotinados navegaron el Venus a través del Mar de Tasmania y llegaron a la Bahía de las Islas en Nueva Zelanda unas semanas después.
En diciembre de 1806, el Elizabeth capitaneado por el Capitán Eber Bunker se comunicó con el Capitán Turnbull del Indispensible cuando sus barcos estaban frente a la costa norte de Nueva Zelanda. Turnbull informó a Bunker que el Venus había salido recientemente de la Bahía de las Islas, que dos mujeres y dos niños (uno probablemente era un chico de barco) habían sido desembarcados, junto con el primer oficial Kelly y un convicto llamado John Lancashire que había estado a bordo del Venus . Según el informe, también se mencionó que una de las mujeres, Catharine Hegarty, falleció poco después de los eventos. El capitán Turnbull permitió que Charlotte Badger y su hijo se embarcaran en su barco, el Indispensible. Aunque no se conoce con certeza cuándo llegó exactamente el barco Indispensible a la Bahía de las Islas, se sabe que Badger había estado en Nueva Zelanda durante menos de cinco meses antes de ser rescatada. El capitán Bunker ofreció llevarla a ella y a su hijo a bordo del Elizabeth, pero Badger rechazó la oferta y prefirió ser llevada a la Isla Norfolk en el barco Indispensible. Más tarde se informó que cuando Badger y Hegarty habían sido desembarcados del Venus en la Bahía de las Islas, las dos mujeres habían sido mantenidas en sus propios cuartos y los jefes maoríes locales las habían declarado fuertemente tapu .
Charlotte Badger regresó a Sydney en el Porpoise el 13 de julio de 1807 desde la isla Norfolk. Una nota en la lista de pasajeros rezaba: "Traído de Nueva Zelanda en el Indispensible y es una de las mujeres que iba en la Goleta Venus cuando se fugó con P. Dalrymple". No se mencionó a su hijo y no se han encontrado más registros sobre él en Nueva Gales del Sur.

## Matrimonio
Badger se registró en el Muster de febrero de 1811 para Nueva Gales del Sur ( Earl Cornwallis ). El 4 de junio de ese año, Charlotte Badger contrajo matrimonio con Thomas Humphries, un soldado raso de la Compañía Inválida, en la iglesia de St. Phillips en Sydney. En los registros matrimoniales, fue inscrita como Charlotte Badgery. Humphries había llegado a la colonia como soldado en la Recuperación en julio de 1808.
Badger se registró en registros coloniales posteriores con su propio nombre o con su nombre de casada de Humphries o variantes de su ortografía. En 1825, Charlotte Badger fue registrada bajo su nombre como "Charlotte Badger" en la lista de Nueva Gales del Sur, y en el registro también apareció mencionada su hija de 10 años llamada Maria Badger. Sin embargo, no se han encontrado más registros posteriores sobre la hija Maria Badger.
El último registro conocido de Charlotte Badger en Nueva Gales del Sur data del 5 de julio de 1843, cuando compareció ante un juez en el juzgado de Windsor en Hawkesbury, acusada de robar una manta. En ese momento, Charlotte tenía alrededor de sesenta años. Su esposo, Thomas Humphries, quien era considerado el cabeza de familia, actuó como garante para ella. Sin embargo, el cargo en su contra fue desestimado, lo que significa que no se encontró evidencia suficiente para probar su culpabilidad en el robo de la manta. A partir de ese momento, no se tienen más registros posteriores sobre Charlotte Badger en Nueva Gales del Sur.
Thomas Humphries murió el 25 de diciembre de 1843 y fue enterrado dos días después en St Mathews en Windsor a la edad de 92 años
Se desconoce el destino final de Badger. Hasta el momento no se ha localizado ningún registro de su muerte.

## Mitología y cultura popular
Es interesante notar que la historia de la participación de Charlotte Badger en el motín del Venus se originó a partir de un aviso público en el Sydney Gazette en 1806, que implicaba que ella estaba involucrada en el motín. Sin embargo, en el relato del Capitán Chace del Venus, que es el único registro contemporáneo del motín que ha sobrevivido, no se identifica a Badger como una de las amotinadas.
Además, en 1895, el "Old Colonial Story" en el Sydney Evening News presentó una historia altamente ficticia sobre Charlotte Badger. Más tarde, se reveló que el autor detrás del seudónimo "Te Matan" era Louis Becke.
Estas discrepancias en los relatos históricos hacen que la verdadera participación de Charlotte Badger en el motín del Venus sea incierta y objeto de especulación. Con la falta de fuentes contemporáneas sólidas, es difícil determinar con certeza los detalles precisos de su vida y su participación en el motín. Como resultado, su historia ha sido objeto de interpretaciones y mitos a lo largo de los años.
En 1937, Roy Alexander embelleció aún más el mito de Badger como pirata en el Sydney Morning Herald, bajo el título "La única mujer pirata de Australia". Estos escritores crearon la ficción, sin el respaldo de ninguna evidencia contemporánea, de que Badger había liderado el motín en el Venus, robó sus suministros y llevó a sus compañeros de barco a la Bahía de las Islas de Nueva Zelanda.
El mito de Charlotte Badger ha servido de base para varios relatos dentro de la cultura popular. Fue el tema de una novela de ficción histórica de 2002 Charlotte Badger - Buccaneer de la autora Angela Badger. Esta historia se transformó más tarde en una obra de teatro de 2008 de Euan Rose. La dramaturga neozelandesa Lorae Parry incluyó a Charlotte Badger en su obra Vagabonds. En enero de 2013, Jack Hayter lanzó Charlotte Badger en Audio Antihero Records. Un podcast, Black Sheep - Pirate Mystery: the story of Charlotte Badger, fue producido por Radio New Zealand en 2018.

## Venusy los amotinados
El capitán James Birnie, del Comercio de Sydney, informó en 1807 que los amotinados Kelly y Lancashire habían sido capturados en Bay of Islands, aunque no hay más pruebas que lo respalden. Se han hecho varias afirmaciones sobre el destino del Venus, incluido que los maoríes lo quemaron para recuperar su chatarra, y luego también cocinaron a los hombres a bordo. Existe alguna evidencia de que Kelly permaneció en el barco y navegó por el Océano Pacífico hasta Chile.